# Roodkapje (zweefvlieg)
Het roodkapje (Blera fallax) is een vlieg uit de familie zweefvliegen (Syrphidae). De wetenschappelijke naam van de soort werd als Musca fallax in 1758 gepubliceerd door Carl Linnaeus.
De soort komt voor in een groot deel van het Palearctisch gebied.